# Brian Laudrup
Brian Laudrup (født 22. februar 1969 i Wien i Østrig) er en dansk tidligere professionel fodboldspiller. I dag arbejder Laudrup som fodboldekspert på 3+.
Efter at have spillet for Brøndby IF blev han professionel i Vesttyskland, først i Bayer Uerdingen fra 1989-90 og fra 1990 i storklubben FC Bayern München, hvor han også vandt det tyske mesterskab. Under EM-triumfen i 1992 i Göteborg var han med til at vinde europamesterskabet. Karrieren fortsatte herefter i Italien hos ACF Fiorentina og AC Milan. I 1995 var han med til at vinde Confederations Cup i Saudi-Arabien.
I 1994 fik han kontrakt i Glasgow hos Rangers F.C. fra 1994-98, som han vandt flere nationale mesterskaber og pokaltitler med. Efter et kort intermezzo i Londonklubben Chelsea F.C. spillede han forårssæsonen 1999 i F.C. København, hvorefter han sluttede karrieren af i Ajax Amsterdam i år 2000.
Efter at have afsluttet karriere med professionel fodbold spillede han i en periode for Hørsholm/Usserød i Sjællandsserien og lejlighedsvis for Old Boys-landsholdet.
Laudrup spillede 82 landskampe og scorede 21 mål for Danmark. Han blev kåret som Årets Fodboldspiller i Danmark i 1989, 1992, 1995 og 1997, og er den eneste spiller, der har vundet prisen fire gange. I 2004 blev han sammen med sin bror Michael udtaget til Pelés FIFA 100-hold. Han betragtes pga. sin tekniske kunnen, sit antrit og sine driblinger som en af dansk fodbolds bedste angribere gennem tiden med chanceskabende afleveringer som speciale.
Laudrup blev i 2006 optaget i Scottish Football Hall of Fame. Han blev optaget i Dansk fodbolds Hall of Fame i 2012 og i Dansk idræts Hall of Fame i 2014.

## Privat
Han er søn af Finn Laudrup og bror til Michael Laudrup. Den 9. april 1988 blev han gift med Mette Laudrup, sammen har de børnene Nicolai (f. 1988) og Rasmine (f. 1993). I september 2010 blev han ramt af en mild form for lymfekræft, men er siden blevet raskmeldt for kræftsygdommen.

## Priser
- Årets fund i 1. division i 1987
- Årets spiller i Danmark i 1989, 1992, 1995 & 1997
- Årets spiller i Skotland kåret af pressen i 1995 & 1997
- Årets spiller i Skotland kåret af spillerforeningen i 1995
- Indlemmet i Scottish Football Hall of Fame i 2006
- Indlemmet i Fodboldens Hall of Fame i 2012
- Indlemmet i Sportens Hall of Fame i 2014